# The Lucky Horseshoe (film, 1911)
The Lucky Horseshoe est un film américain de comédie réalisé par Mack Sennett, sorti en 1911.

## Fiche technique
- Réalisation : Mack Sennett
- Date de sortie : 11 septembre 1911

## Distribution
- Fred Mace
- Ford Sterling